# Angus Ellis Taylor
Angus Ellis Taylor (13 octobre 1911 - 6 avril 1999) est mathématicien et professeur dans divers établissements de l'université de Californie.

## Biographie
Il obtient son diplôme de premier cycle à Harvard summa cum laude en 1933 et son doctorat à Caltech en 1936 sous la direction d'Aristote Michal avec une thèse sur les fonctions analytiques. En 1944, il devient professeur titulaire à l'université de Californie à Los Angeles, dont il préside ensuite le département de mathématiques de 1958 à 1964. Taylor est également un administrateur astucieux et gravit les échelons du système UC pour devenir prévôt puis chancelier de l'université de Californie à Santa Cruz. Il est l'auteur d'un certain nombre de textes mathématiques, dont l'un, Advanced Calculus (1955 initialement publié par Ginn/Blaisdell), est un standard pour une génération d'étudiants en mathématiques.

## Livres
- (en) Angus E. Taylor et William Robert Mann, Advanced Calculus, New York, 3rd, 1983 (ISBN 978-0-471-02566-5)
- Sherwood, G. E. F.; Taylor, Angus E. (1942; 3rd ed., 1954). Calculus. Prentice-Hall
- Angus E. Taylor et David C. Lay, Introduction to functional analysis, New York, 2nd, 1980 (ISBN 978-0-471-84646-8)
- Angus E. Taylor, Calculus with analytic geometry, vol. 1, New York, Ishi Press, 2009 (ISBN 978-0-923891-24-4)
- Angus E. Taylor, Calculus with analytic geometry, vol. 2, New York, Ishi Press, 2009 (ISBN 978-0-923891-25-1)
- Angus E. Taylor, General theory of functions and integration, Mineola, NY, Nachdr., coll. « Dover books on mathematics », 2009 (ISBN 978-0-486-64988-7)
- Angus E Taylor, Speaking freely: a scholar's memoir of experience in the University of California, 1938-1967, Berkeley, Institute of Governmental Studies Press, University of California, Berkeley, 2000 (ISBN 978-0-87772-393-6)